# Schloss Ergoldsbach
Das Schloss Ergoldsbach im Markt Ergoldsbach im niederbayerischen Landkreis Landshut ist ein abgegangenes Schloss, das im Bereich der Abschnittsbefestigung Ergoldsbach auf dem Schlossberg vermutet wird. Diese Abschnittsbefestigung wird als Bodendenkmal unter der Aktennummer D-2-7339-0004 als „frühmittelalterliche Abschnittsbefestigung, Turmhügel des Mittelalters und untertägige mittelalterliche und frühneuzeitliche Befunde im Bereich des abgegangenen Schlosses von Ergoldsbach, darunter die Spuren von Vorgängerbauten bzw. älterer Bauphasen und abgebrochenen Gebäudeteilen“ geführt.

## Geschichte
Von 1160 bis 1449 liegen Dokumente der „Edlen von Ergoldsbach vor“. Diesem Adelsgeschlecht mit Sitz im Markt Ergoldsbach gehörten unter anderem folgende Persönlichkeiten an: Hildepodus von Ergolzepach, Heinrich von Ergoldsbach (mit Sitz erstmals 1267 in der damals hochstiftlichen Hofmark zu Ergoldsbach), sowie Ritter Berchtold von Ergoldsbeck, der u. a. von 1310 bis 1353 Bürgermeister von Regensburg war. Ergoldsbach kam bei der Neuorganisation des Landgerichts Teisbach 1386 vom Hochstift Regensburg an die bayerischen Herzöge. Wann das Schloss Ergoldsbach niedergelegt wurde, ist nicht genau bekannt.